# Malek Boutih
Malek Boutih, de son nom complet Abdelmalek Boutih, né le 27 octobre 1964 à Neuilly-sur-Seine, est un homme politique français. Président de SOS Racisme de 1999 à 2003, il est secrétaire national du Parti socialiste chargé des questions de société de 2003 à 2008 et membre du Bureau national du PS. Il est député de 2012 à 2017.

## Biographie

### Origines, famille et études
Issu d'une famille algérienne d'origine kabyle - son père est sympathisant du FLN, et ses parents sont venus chercher du travail en France dès l’indépendance de l'Algérie : son père est employé dans le bâtiment et sa mère femme de ménage. Il contracte la poliomyélite à l'âge de 9 mois, quand sa famille vit dans un bidonville de Nanterre, puis à Boulogne-Billancourt. Il subit de nombreuses opérations jusqu'à l'âge de 12 ans (une fois député, il soutient financièrement l'agrandissement du centre de rééducation d'Antony où il fut soigné dans son enfance) et en gardera des séquelles dont un léger boitement. Malek Boutih est élève du lycée La Folie-Saint-James de Neuilly-sur-Seine, sa ville natale. 
Au début de ses études de droit à l'université de Nanterre et à l'École supérieure de journalisme de Paris, il s'engage dans le militantisme et la vie associative, et participe en 1983 à la Marche pour l'égalité. Entré à SOS Racisme en 1984, il en devient vice-président de 1985 à 1992 et fonde la Maison des Potes de Grigny, l'association Banlieues du Monde (1995). Il est rédacteur en chef du journal Pote à Pote pendant plusieurs années.

### Engagement associatif: SOS Racisme
En 1989, alors vice président de SOS Racisme, il s'implique publiquement dans le débat sur les voiles islamiques de Creil : il trouve alors « scandaleux que l'on puisse au nom de la laïcité intervenir ainsi dans la vie privée des gens et malmener les convictions personnelles ». L'association demande la réintégration des trois adolescentes et déclare : « En aucun cas, une sanction ne peut être infligée à des élèves en vertu de leur foi ». En 2015, Malek Boutih regrettera cette faute d'appréciation : « En 1989, nous aurions dû être dans le camp de ceux qui étaient implacables. Je le dis aussi pour que mes propos ne soient pas vécus comme une accusation ».
Il participe à l’émission à scandales Ciel, mon mardi ! de Christophe Dechavanne le 6 février 1990.
Après le départ de Fodé Sylla de ses fonctions de président de SOS Racisme, Malek Boutih lui succède en s'imposant face au vice-président sortant Nasser Ramdane Ferradj. Son mandat à la tête de SOS Racisme est marqué par la création du test de discrimination et les premières condamnations dans des procès contre les discriminations raciales à l'embauche, au logement et à l'entrée de boîtes de nuit. Sa plus grande victoire étant sûrement la validation de la pratique du test de discrimination, par la Cour de cassation. Dans la lutte contre le racisme et ses racines, il mise sur l'éducation et s'attaque aux ghettos urbains avec deux priorités : brasser les populations et lutter contre la violence. Enfin, il a été l'un des premiers en 2002 à sonner l'alerte sur la montée de l’antisémitisme en France, sous couleur d’antisionisme.
S'en prenant régulièrement au MRAP, Malek Boutih a déclaré en 2003 « qu'il y avait plusieurs formes d'antiracisme en France, notamment celui du Mrap qui défile aux cris de "Mort aux juifs!" ». En septembre 2006, il est condamné à 1 000 euros d'amende et un euro de dommages et intérêts par le tribunal correctionnel de Paris pour avoir diffamé le MRAP.
Il prend position contre le communautarisme et la discrimination positive. Il déclare : « En France, les minorités ça n’existe pas ! Nous ne sommes pas une espèce menacée. Et si on se met à parler l’arabe ou le mandingue, le breton ou le corse, on fera exploser la communauté nationale. La France, c’est la baguette, le vin, le fromage, et maintenant le couscous, plus « Liberté, égalité, fraternité ». Il y a deux cents ans, nous avons pris une longueur d’avance en fabriquant une identité nationale politique et non ethnique. ».
Pour Malek Boutih, les enfants d'immigrés ont pris pied dans la société française. Ils sont Français. Affirmer cette nationalité constitue une sorte de mot d'ordre politique destiné à cette génération. Par là, il entend persuader des jeunes qui sont français, mais que l'on convainc, par des signes qu'on leur renvoie (ils sont Blacks, ils sont Beurs...), qu'ils ne sont pas français, voire qu'ils ne peuvent prétendre à l'être. Selon lui, il faut que la France reconnaisse enfin que l'intégration a bel et bien eu lieu et qu'elle est métissée. Il fustige les extrémismes religieux.
Dans son mandat à la tête de SOS Racisme, il a mené régulièrement un combat contre la violence dans les banlieues qu'il qualifie d'« autodestructrice et nihiliste » dans ses Propositions pour un véritable Plan Marshall pour les Banlieues parce qu'elle empêche l'émancipation d'une génération et l'envoie à l'échec. Il refuse de cautionner la violence comme étant la seule issue face à la marginalisation et lui préfère les luttes politiques, syndicales et associatives. Seul l'engagement de cette génération permettra selon lui de faire échec à la spirale de la violence et aux discriminations ethniques et géographiques qu'elle subirait.

### Engagement politique

#### Parti socialiste
Membre depuis 1986 du Parti socialiste, à la fin de son mandat à la tête de SOS Racisme, il est nommé à la direction nationale après le congrès de Dijon en 2003 en qualité de secrétaire national aux Questions de société, fonction qui n'existait pas auparavant et sans avoir exercé de mandats électifs. Cet attribut sera renouvelé au congrès du Mans (2005). Il est chargé de l'immigration, de la lutte contre le racisme, le sida et les toxicomanies[réf. nécessaire].
Il écrit un rapport sur l'immigration, Une nouvelle politique de l'immigration (2004), commandé par la direction nationale du PS afin de donner une ligne officielle sur le sujet. Son objectif est de convaincre l’opinion publique que l’immigration est un apport essentiel à la France quand elle est véritablement contrôlée et organisée. Il s'y prononce pour des quotas inscrits dans une logique de codéveloppement afin de créer une filière légale d'immigration et de réguler les flux migratoires. Ce rapport a été dissimulé par la direction du PS.
Depuis le congrès du Mans, face à la crise sociale et identitaire du pays, il défend l'idéal de « République métissée »(2005). Selon lui, c’est la République métissée qui doit être le nouveau drapeau et rassembler l’ensemble de la population française. Une République qui peut faire de ce pays, non pas celui qui est montré du doigt parce qu’il y aurait des violences, mais celui qui, fidèle à la tradition historique, rouvre une nouvelle page de son histoire qui permette de rassembler les peuples, d’ouvrir un espoir dans le monde qui soit une autre voie que celle du choc des civilisations, du cahier des charges des religions, du choc des différences, mais plutôt celle du rassemblement des espérances. Il pense en effet que la République est un concept qui ne peut rester figé et qu'elle doit tendre vers un idéal qui allie la tradition de ce qui a de plus beau dans l’histoire française, l’histoire républicaine, mais qui se tourne aussi vers l’avenir, qui assume la place de la France dans le monde, qui assume les nouvelles générations de Français, qui assume la diversité non pas comme un handicap mais comme une richesse.
Dans son rapport sur les toxicomanies, Cannabis : contrôler l’usage pour protéger les citoyens (2006), Malek Boutih prône la reprise du marché par la puissance publique afin de lutter contre la mafia, le cannabis étant selon lui « la clé de voûte de la ghettoïsation et de l’insécurité dans les quartiers populaires ». Cette idée a été reprise par le projet du Parti socialiste pour 2007 sous la forme de « régulation publique ».
Proche de Julien Dray, il soutient dès 2006 la candidature de Ségolène Royal à l'investiture PS pour l'élection présidentielle française de 2007. Le nouveau président de la République française, Nicolas Sarkozy, le sollicite afin qu'il entre dans son gouvernement, ce qu'il refuse en affirmant qu'il n'est pas question pour lui de « prendre des responsabilités dans ce gouvernement », tout en soulignant « le respect réciproque » qui caractérise sa relation à Nicolas Sarkozy. 
Non reconduit au secrétariat national du PS en décembre 2008, il est sommé le 25 janvier 2009 par Pouria Amirshahi de clarifier son attitude après ses critiques contre le plan anti-crise du PS et ses nombreux éloges à Nicolas Sarkozy : « Que Malek Boutih choisisse son camp ».

#### Législatives de juin 2007 en Charente
Malek Boutih est investi dans la quatrième circonscription de la Charente pour les législatives de 2007 le 1er juillet 2006 lors de la convention nationale du Parti socialiste.
La quasi-totalité des élus socialistes du département font savoir publiquement leur hostilité à cette candidature et leur volonté de la contrer dans la mesure où il s'agit d'un parachutage. Le premier secrétaire fédéral a en effet organisé dans la circonscription un vote consultatif entre Martine Pinville et Jeanne Filloux, avant que Malek Boutih ne soit investi. Désignée par les militants, Martine Pinville choisit de maintenir sa candidature sans le soutien officiel du PS, dont elle est exclue lors du bureau national du 22 mai 2007, tout comme son suppléant, le député PS sortant Jean-Claude Beauchaud.
Il est éliminé dès le premier tour des législatives du 10 juin 2007 : il arrive troisième avec 15,65 % des suffrages (9,54 % des inscrits, alors qu'il faut obtenir 12,5 % des inscrits pour pouvoir se maintenir au second tour), derrière le maire UMP d'Angoulême Philippe Mottet (35,58 % des suffrages exprimés) et la socialiste dissidente Martine Pinville (21,04 %, soit 13 % des inscrits). Boutih accuse nommément le premier secrétaire François Hollande de l'avoir « envoyé au casse-pipe ». Au second tour, le Parti socialiste soutient finalement Martine Pinville qui est élue avec 57,03 % des suffrages.
Il estime avoir été battu par son propre parti et critique sévèrement les dirigeants du PS « qui forment un cénacle qui n'aime pas la société telle qu'elle est, qui ne s'y projette pas et qui garde la mélancolie des années 1970. Chez nous, c'est Good Bye Lénine ! ». Il leur reproche d'avoir survolé le débat sur la diversité et ne pas l'avoir abordé en profondeur, comme d'autres sujets qui ont trait aux préoccupations réelles des Français : la violence, le travail, le droit à l'émancipation sociale, l'identité.

#### Législatives de juin 2012 dans l'Essonne
Malek Boutih est investi dans la 10e circonscription de l'Essonne à la suite du vote des militants. Il commence sa campagne en utilisant l'image et les paroles de différents candidats de la gauche à l'élection présidentielle appelant à voter François Hollande contre Nicolas Sarkozy. Jean-Luc Mélenchon a réagi car il soutenait François Delapierre, candidat du Front de gauche dans la même circonscription. Il arrive en tête lors du premier tour le 10 juin 2012 avec 34,56 % des voix, puis est élu le 17 juin, totalisant 56,84 % des voix, face à la candidate du Parti radical Marianne Duranton (43,16 %).

#### Mission sur le djihadisme en France
En février 2015 le Premier ministre Manuel Valls nomme Malek Boutih parlementaire en mission, chargé d’une réflexion sur les phénomènes de « basculement de nouvelles générations dans le terrorisme en lien avec les filières djihadistes », analyse et prévention. Ce rapport est remis en juin 2015. Il est intitulé « Génération radicale »,. L'une de ses conclusions majeures est :
« Nous n’avons plus le droit de douter, de pinailler, de calculer. L’heure est à l’action déterminée pour imposer le projet républicain... L’action publique en réponse au radicalisme doit s’inscrire dans une logique de contre-attaque, en rendant à la République toute sa force et tout son attrait. »
Bien accueilli par des élus de l'opposition, plus discrètement par la majorité socialiste, ce rapport est critiqué notamment pour le choix de ses sources, comme Frigide Barjot, et pour la place accordée à Pierre Bellanger, directeur de Skyrock et patron de Malek Boutih, celui-ci étant directeur des relations institutionnelles de la radio. Pour Libération, le rapport « caricature une jeunesse en soif de reconnaissance, radicalisée et qui banalise la violence » et le quotidien sourit de certaines propositions dont celle de créer des « boîtes de nuit gérées par des associations et financées publiquement » pour éviter le refoulement à l'entrée.

#### Primaire citoyenne et législatives de 2017
Dans l'entre-deux tours de la primaire, Malek Boutih attaque très violemment Benoît Hamon en affirmant qu'il serait « en résonance avec une frange islamo-gauchiste et [lui] fait un appel du pied électoral » et le qualifie de « candidat des Indigènes de la République ». Ces propos divisent le camp des soutiens de Manuel Valls.
Le 30 mars, il annonce sur Europe 1 qu'il soutient le candidat En marche ! Emmanuel Macron « dès le premier tour » de l'élection présidentielle.
En vue des élections législatives de 2017, il sollicite l'investiture de La République en marche !. L'investiture lui étant refusée, il concourt à l'élection sans étiquette. Il est éliminé dès le premier tour avec 12,39 % des voix.

### Autres responsabilités et distinction
Malek Boutih exerce également la fonction d'administrateur au sein du collège des personnalités qualifiées du Paris Saint-Germain.
Il est le directeur des relations institutionnelles de Skyrock.
Il a reçu les insignes de chevalier de l’ordre national du Mérite en 2001. En 2003, il a reçu le prix du Trombinoscope « révélation politique de l'année » décerné au Sénat.
Il soutient en personne l'Initiative de Genève, plan de paix alternatif prévoyant la création d'un État palestinien aux côtés d'Israël.
Le 4 février 2019, il est embauché à mi-temps par le PSG en tant que « référent éthique »,.

## Publications
- Mon parcours, présentation sur son site internet.
- La France aux Français ? Chiche !, avec Élisabeth Lévy, Éditions Mille et une nuits, 2001  (ISBN 978-2-84205-564-6).